# Boom Technology
Boom Technology, beter bekend onder hun marketingnaam Boom Supersonic is een Amerikaans bedrijf dat twee formaten supersonische vliegtuigen ontwikkelt en die vanaf 2020 wil gaan testen in de praktijk. Tijdens de tweede financieringsronde (eind 2018) is hiervoor 100 miljoen dollar opgehaald. Voor de ontwikkeling zijn voormalige medewerkers van o.a. NASA, Gulfstream, Lockheed Martin en Boeing aangetrokken. Sir Richard Branson is ook bij de onderneming betrokken.

## Tijdlijn
- 2014: Boom Technology opgericht.
- 2016: Onthulling van een model van de XB-1.
- 2018: Start bouw van de romp.
- 2020: oorspronkelijk doeljaar eerste testvlucht XB-1 wordt niet gehaald.
- 22 maart 2024: De Boom XB-1 maakt zijn eerste vlucht
- 28 januari 2025: De Boom XB-1 "Baby Boom" (een prototype op 1/3 schaal) gaat voor de eerste keer door de geluidsmuur. Het blijkt dat het vliegtuig bijna geen sonische knal veroorzaakt.
- 10 februari, de XB-1 maakt zijn laatste vlucht. Het testprogramma is voltooid.